# Western (muziekstijl)

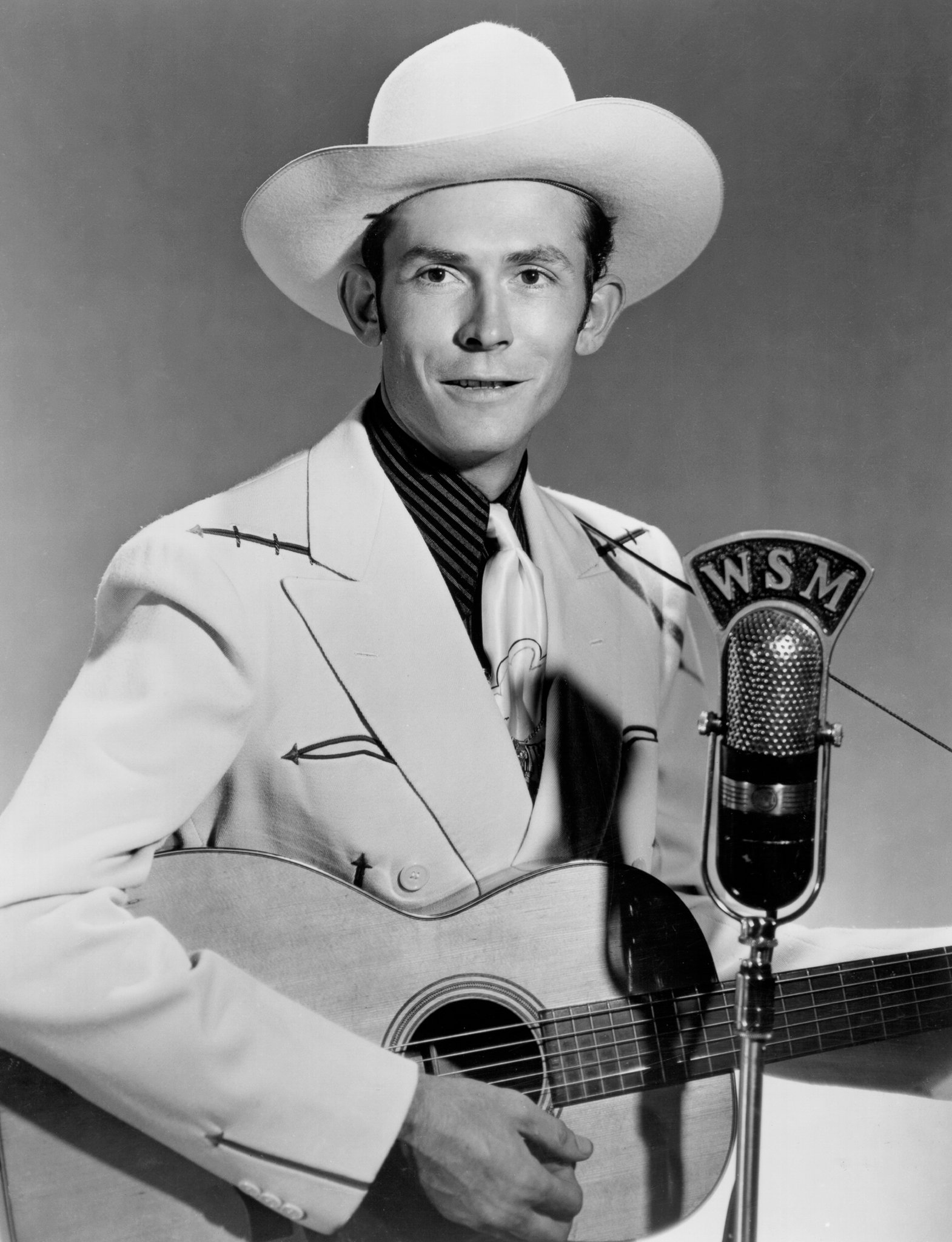
Hank Williams op een promotiefoto voor WSM, 1948.

Western is een vorm van countrymuziek, gecomponeerd door en over de mensen die zich vestigden en werkten in het westen van de Verenigde Staten en westelijk Canada.
Westernmuziek bezingt de levensstijl van de cowboy op de open gebieden, de Rocky Mountains en de prairies van westelijk Noord-Amerika. Direct muzikaal verwant aan oude Engelse, Ierse, Schotse en folkballads, beïnvloedde ook de Mexicaanse folkmuziek van Noord-Mexico en het zuidwesten van de Verenigde Staten de ontwikkeling van dit genre, met name corrido, ranchera, New Mexico en tejano. Westernmuziek heeft vergelijkbare wortels met Appalachische muziek (ook wel country- of hillbilly-muziek genoemd), die zich rond dezelfde tijd ontwikkelde in de Appalachen. De muziekindustrie van medio de 20e eeuw bracht de twee genres samen onder het banier van country- en westernmuziek, later samengevoegd tot de moderne naam countrymuziek.

## Geschiedenis

### Oorsprong
Westernmuziek werd direct beïnvloed door de volksmuziektradities van Engeland, Wales, Schotland en Ierland, en veel cowboyliedjes, gezongen rond kampvuren in de 19e eeuw, zoals Streets of Laredo, zijn terug te voeren op Europese folkliederen.
De vroege cowboybands, die de realiteit weerspiegelden van de prairie en ranches waar de muziek vandaan kwam, waren strijkorkesten die af en toe werden aangevuld met de mondharmonica. De mondharmonica, uitgevonden in het begin van de 19e eeuw in Centraal-Europa, arriveerde kort voor de Amerikaanse Burgeroorlog in Noord-Amerika. Zijn kleine formaat en draagbaarheid maakten het tot een favoriet instrument onder het Amerikaanse publiek en de stroom van pioniers die naar het westen trokken.
Otto Gray, een vroege leider van een cowboyband, verklaarde dat authentieke westernmuziek slechts drie ritmes had. Gray wees ook op het unieke karakter van dit spontane Amerikaanse liedjesproduct en de vrijheid van meningsuiting van de zangers.
Het is een algemene indruk dat westernmuziek begon met de cowboy, maar dit is niet het geval. Het eerste westernlied werd gepubliceerd in 1844. Het lied Blue Juniata gaat over een jonge Indiaanse meid die wacht op haar dappere man langs de oevers van de Juniata-rivier in Pennsylvania. Het lied werd meer dan honderd jaar later opgenomen en gezongen door de Sons of the Pioneers en wordt nog steeds gezongen. Daaropvolgende westernliedjes door de jaren heen hebben veel aspecten van het Westen behandeld, zoals de bergmannen, de '49ers, de immigranten, de bandieten, de wetshandhavers, de cowboy, en natuurlijk de schoonheid en grootsheid van het westen. Westernmuziek beperkt zich niet tot de Amerikaanse cowboy.
In 1908 publiceerde N. Howard 'Jack' Thorp het eerste boek Songs of the Cowboys met westernmuziek. Het boek, dat alleen teksten en geen muzieknotatie bevatte, was erg populair ten westen van de rivier de Mississippi. De meeste van deze cowboyliedjes zijn van onbekend auteurschap, maar een van de bekendste is Little Joe the Wrangler, geschreven door Thorp zelf.
In 1910 kreeg John Lomax in zijn boek Cowboy Songs and Other Frontier Ballads voor het eerst nationale aandacht voor westernmuziek. Zijn boek bevatte enkele van dezelfde nummers als Thorps boek, zij het in variante versies (de meeste waren verzameld voordat Thorps boek werd gepubliceerd). Lomax' compilatie bevatte veel partituren. Lomax publiceerde een tweede collectie in 1919 met daarop de nummers Songs of the Cattle Trail en Cow Camp.
Met de komst van radio en opnameapparatuur kreeg de muziek een publiek dat voorheen werd genegeerd door muziekscholen en Tin Pan Alley. Veel westerlingen gaven de voorkeur aan bekende muziek over zichzelf en hun omgeving.
De eerste succesvolle cowboyband die door het Oosten toerde, was Oklahoma Cowboys van Otto Gray, samengesteld door William McGinty, een pionier uit Oklahoma en voormalig Rough Rider. De band verscheen op de radio en toerde door het vaudeville-circuit van 1924 tot 1936. Ze namen echter weinig nummers op en worden daarom over het hoofd gezien door veel geleerden van westernmuziek.
Verschillende muzikanten namen westernliedjes op in de jaren 1920 en vroege jaren 1930, vóór de popularisering van commerciële zingende cowboys, waaronder Carl T. Sprague, John I. White, Jules Verne Allen, Harry McClintock, Tex Owens en Wilf Carter alias Montana Slim. Veel van deze vroege westernzangers waren opgegroeid op ranches en boerderijen of hadden ervaring met het werken als cowboys. Ze voerden meestal eenvoudige arrangementen uit met rustieke vocale uitvoeringen en een eenvoudige gitaar- of vioolbegeleiding.

### Algemene populariteit
Gedurende de jaren 1930 en 1940 werd westernmuziek enorm populair door de romantisering van de cowboy en geïdealiseerde afbeeldingen van het westen in Hollywood-films. Zingende cowboys, zoals Gene Autry en Roy Rogers, zongen cowboyliedjes in hun films en werden populair in de Verenigde Staten. Filmproducenten begonnen volledig georkestreerde vierstemmige harmonieën en verfijnde muzikale arrangementen in hun films op te nemen. Bing Crosby, de meest populaire zanger van die tijd, nam talloze cowboy- en westernliedjes op en speelde in de westernmusicalfilm Rhythm on the Range (1936). Tijdens dit tijdperk bevatten de meest populaire opnamen en muzikale radioshows westernmuziek. In deze tijd ontwikkelde zich ook de western swing.

### Daling in populariteit/jaren 1950-1970
The Western Writers of America werd in 1953 opgericht om uitmuntendheid in het schrijven in westerse stijl te promoten, inclusief songwriting. Eind jaren 1950 nam Frankie Laine het tv-drama Rawhide op.
In 1964 werd de Country & Western Music Academy opgericht in een poging om westernmuziek te promoten, voornamelijk in het westen van de Verenigde Staten. De academie werd opgericht als reactie op de Nashville-georiënteerde Country Music Association die in 1958 was opgericht. De eerste prijzen van de academie werden grotendeels gedomineerd door in Bakersfield gevestigde artiesten als Buck Owens. In de loop van de tijd evolueerde de academie naar de Academy of Country Music en haar missie onderscheidt zich niet langer van andere countrymuziekorganisaties.
In de jaren 1960 nam de populariteit van westernmuziek af. Door marketingbureaus verbannen naar het country- en westerngenre, verkochten populaire westerse artiesten minder albums en trokken ze een kleiner publiek aan. Rock-'n-roll domineerde de muziekverkoop en Hollywood-opnamestudio's lieten de meeste van hun westernartiesten vallen (een paar artiesten combineerden de twee met succes, met name Johnny Cash, wiens hit Folsom Prison Blues (1955, Live 1968) een westernthema combineerde met een rock-'n-roll-arrangement). Bovendien domineerde het Nashville-geluid, meer gebaseerd op popballads dan op folkmuziek, de commerciële verkoop in het land en in het westen. De resulterende terugslag van westernmuziekpuristen leidde tot de ontwikkeling van countrymuziekstijlen die veel meer beïnvloed werden door westernmuziek, waaronder het Bakersfield-geluid en outlaw country. Willie Nelson, Waylon Jennings en Kris Kristofferson waren zangers in het outlaw country-genre. In 1979 nam Johnny Cash Ghost Riders in the Sky (A Cowboy Legend) op.

### Cowboypop
Auteurs als Barry Mazor, Richard Carlin en John T. Davis hebben de term cowboypop gebruikt om de muziek van cowboyzangers in westernfilms te beschrijven. Verschillende schrijvers hebben benadrukt dat historisch gezien countrymuziek en cowboymuziek niet als hetzelfde genre kunnen worden beschouwd. Anne Dingus schreef bijvoorbeeld in haar essay Cowboy Songs dat cowboymuziek geen countrymuziek is, hoewel de twee vaak op één hoop worden gegooid als country en western. In 1910 publiceerde John Avery Lomax een bloemlezing over een honderdtal cowboyliedjes in zijn collectie Cowboy Songs and Other Frontier Ballads.

### Herontdekking
Oudere westernmuziek wordt veel gestreamd op grote platforms, waarbij muziek van Marty Robbins en Al Hurricane gemakkelijker toegankelijk is. Nieuwere versies van westernmuziek worden voortdurend geschreven, opgenomen en uitgevoerd in het hele Amerikaanse Westen en West-Canada. Dankzij de populariteit van New Mexico-muziek in New Mexico en het succes van Michael Martin Murphey in het westerncircuit, hebben ze het cowboyliedgenre tot leven gewekt met het promoten van westernzangers, Route 66 rockabilly en cowboydichters. De stijl is zelfs wereldwijd opnieuw populair geworden, dankzij de hernieuwde populariteit van de western op streamingdiensten en videogames.
De Western Music Association werd in 1989 opgericht om westernmuziek te behouden en te promoten. Westernmuziek in videogames is terug te voeren op de Oregon Trail-serie, de vroege Nintendo-titel Sheriff/Bandido en arcadegames als Sunset Riders. Fallout: New Vegas vertrouwt op een sfeervolle westernmuziekstijl, maar het bevat ook oude populaire westernmuzikanten uit het midden van de 20e eeuw, zoals Marty Robbins, samen met hedendaagse popmuziek. Bovendien bevat de Red Dead-serie games veel westernmuziek, omdat deze zich afspeelt in een Old West-decor. De moderne draai van Bill Elm en Woody Jackson aan een Old Western-game zou niet compleet zijn zonder hun zorgvuldig samengestelde partituur, wat zij hun beste project tot nu toe noemen. Onafhankelijke videogames SteamWorld en Gunman Clive maken ook gebruik van westernmuziek, net als andere grotere producties zoals Rolling Western van Dillon.
De muziek van Colter Wall is een onderdeel van deze revival.

## Lijst van westernsongs
- Abilene
- Along the Navaho Trail
- Along the Santa Fe Trail
- Back in the Saddle Again
- Ballad of the Alamo
- Bonanza
- Buenas Tardes Amigo
- Big Iron
- Billy the Kid
- Blue Shadows on the Trail
- Blue Prairie
- Buffalo Gals
- Bury Me Not on the Lone Prairie
- Call of the Canyon
- Carry Me Back to the Lone Prairie
- The Cattle Call
- Cheyenne
- Cimarron (Roll On)
- Cocaine Blues
- Cool Water
- Cow-Cow Boogie (Cuma-Ti-Yi-Yi-Ay)
- The Cowboy's Life
- Coyotes
- Oh My Darling, Clementine
- Deep in the Heart of Texas

- Don't Fence Me In
- Don't Take Your Guns to Town
- El Paso
- El Paso City
- Ghee on My Hands
- (Ghost) Riders in the Sky: A Cowboy Legend
- Git Along, Little Dogies
- Halfway to Montana
- The Hills of Old Wyoming
- Happy Trails
- Hold on Little Dogies
- Home on the Range
- I'm an Old Cowhand (From the Rio Grande)
- I Ride an Old Paint
- I Want to Be a Cowboy's Sweetheart
- Jim
- Jingle Jangle Jingle (I Got Spurs)
- Little Joe the Wrangler
- The Last Roundup
- The Lone Star Trail
- The Lonesome Rider
- Man Walks Among Us
- The Masters Call
- Me and My Uncle
- Muleskinner Blues

- Night Rider's Lament
- Oh! Susanna
- The Old Chisholm Trail
- On the Trail of the Buffalo, ook bekend als The Buffalo Skinners of The Hills of Mexico
- The Oregon Trail
- Pistol Packin' Mama
- Rawhide
- Red River Valley
- Red Wing
- Rocky Mountain Express
- Rogue River Valley
- San Antonio Rose
- Sioux City Sue
- Song of the Sierras
- The Strawberry Roan
- Streets Of Laredo
- Sweet Betsy from Pike
- Texas Plains
- Texas Rangers
- Tumbling Tumbleweeds
- Utah Carol
- The Wayward Wind
- When the Cactus Is in Bloom
- The Yellow Rose of Texas
- Young Wesley